# الحرب الهولندية ضد داعش
الحرب الهولندية ضد داعش بدأت في 24 سبتمبر 2014 عندما قررت حكومة هولندا المشاركة في التدخل العسكري ضد داعش. وفقا لموقع هيئة الإذاعة الوطنية فإن هولندا لا تشعر بالمبرر القانوني للقتال في سوريا. التزمت سلاح الجو الملكي الهولندي بست طائرات مقاتلة من طراز جنرال دايناميكس إف-16 فايتينغ فالكون للمجهود الحربي.

## الغرض والاستراتيجية
انضمت هولندا إلى الحرب ضد داعش لأن تقدم داعش يعرض عنفا غير مسبوق ويرتكب جرائم فظيعة ضد مجموعات سكانية ويشكل تهديدا مباشرا لتلك المنطقة. إن تقدم داعش في العراق وسوريا يسبب عدم الاستقرار على حدود أوروبا مما يهدد سلامتنا [الهولندية]. الحكومة الهولندية والولايات المتحدة وشركاؤهما الآخرون (غير محددين باستثناء فرنسا) ستوقف ... تقدم داعش في سوريا والعراق وتكسر [...] قواتها العسكرية. سوف يهاجم الهولنديين داعش من الجو في سوريا والعراق وسيقدمون الدعم الجوي للقوات البرية العراقية والكردية. ستكون مساهمة هولندا في تلك الاستراتيجية ست طائرات مقاتلة من طراز جنرال دايناميكس إف-16 فايتينغ فالكون لمدة أقصاها سنة واحدة بتنسيق من القيادة المركزية الأمريكية وقيادة المكونات الجوية للقوات المشتركة في الكويت.

## الأساس القانوني
وصفت الحكومة الهولندية طلب الدعم العسكري من الحكومة العراقية الذي قدم إلى الأمم المتحدة في 25 يونيو 2014 وكررته في 20 سبتمبر كمبرر له بموجب القانون الدولي للانضمام إلى الحرب. قال أن الولايات المتحدة ناشدت أيضا حق الدفاع الجماعي عن النفس لتبرير الهجمات الجوية الأمريكية على داعش في سوريا لمنع هجوم مسلح من داعش في سوريا على العراق ووافقت ضمنا على العمل الأمريكي في سوريا. جميع الأحزاب السياسية في مجلس النواب (150 مقعدا) أيدوا الحرب مع معارضة الحزب الاشتراكي (15 مقعدا) وحزب من أجل الحيوانات (مقعدان).

## العملية
تقوم القوات المركزية الأمريكية وقيادة القوات الجوية المشتركة في الكويت بتنسيق الطائرات المقاتلة الهولندية جنرال دايناميكس إف-16 فايتينغ فالكون التي تنفذ هجمات جوية على مواقع تكتيكية لداعش منذ أكتوبر 2014. القوات الهولندية تعمل من قاعدة الأزرق الجوية في الأردن. يقوم الهولنديون بمتوسط طلعة أو طلعتين يوميا وبحلول 17 نوفمبر 2014 أسقطت الطائرات الهولندية 75 قنبلة على أهداف داعش في العراق.

## التحديث

### ديسمبر 2014
كان التحديث الأول للخطط الهولندية المتعلقة بالحرب ضد داعش رسالة مؤرخة 15 ديسمبر 2014 من الحكومة إلى مجلس النواب. لم توضح الرسالة ما إذا كانت القوة العسكرية التابعة لداعش قد كسرت منذ سبتمبر ولم تقدم سوى معلومتين عن نشاط داعش: المعارضة السورية المعتدلة في حلب عانت من نشاط داعش (دون تفسير) وفي حصار عين العرب ولم يتقدم مجلس النواب الهولندي بأي أسئلة عن ما إذا كانت أغراض سبتمبر 2014 قد تحققت أو اقتربت منها.
كجزء من تحالف دولي يتكون الآن من أكثر من 60 دولة اجتمعوا في 3 ديسمبر 2014 في بروكسل ظلت الأهداف الهولندية كما هو موضح في سبتمبر: وقف تقدم داعش وكسر قوته العسكرية. توسعت استراتيجيتها لتشمل دعما عسكريا غير محدد للمعارضة السورية المعتدلة. بحسب الحكومة في فبراير 2015 فإن المعارضة السورية المعتدلة لأغراض هولندية تعني بعض الجماعات التي كانت جزءا من الجيش السوري الحر. ظل الدعم المادي الهولندي كما كان عليه في سبتمبر: هجمات الطائرات في العراق لتدمير مقر داعش ومستودعات التخزين ومصنعي العبوات الناسفة والمركبات والقوات. تبقى المبررات القانونية في البلاد كما هي.

### يونيو 2015
في يونيو 2015 قررت هولندا مواصلة مشاركتها في الحرب المتحالفة ضد داعش حتى أكتوبر 2016. اعتبارا من ذلك الشهر نفذت 575 غارة جوية هولندية في العراق في 1000 طلعة جوية على أكثر من 475 بعثة.

### يناير 2016
في 29 يناير 2016 قررت هولندا تكثيف مساهمتها في مكافحة داعش بالقصف في سوريا. من الناحية العسكرية شمل ذلك تقديم الدعم غير الفتاك للقوات العراقية وقوات البشمركة العراقية وتسليح قوات البيشمركة والهجمات الجوية من الطائرات في سوريا على أهداف داعش الاستراتيجية على خطوط إمداد داعش من شرق سوريا إلى العراق (تجنبت الهجمات الجوية التي من شأنها أن تعود بالنفع على حكومة بشار الأسد السورية). المعارضة البرلمانية للتصعيد من الحزب الاشتراكي (15 مقعدا) وحزب اليسار الأخضر (4 مقاعد) وحزب من أجل الحيوانات (مقعدان) ومجموعة كوزو/أوزتورك (مقعدان) وممثل كان نوربرت كلاين أكبر مما كان عليه في سبتمبر 2014.